# Сейковци
Сèйковци е село в Северна България, община Габрово, област Габрово.

## География
Село Сейковци се намира на около 8 km север-северозападно от центъра на град Габрово и около километър югоизточно от село Кози рог. Разположено е в западната част на платото Стражата, върху терен с преобладаващ наклон на изток. Покрай северозападната граница на Сейковци минава третокласният републикански път III-4403, който води от град Габрово на север през селата Рязковци, Седянковци, Ветрово, Читаковци, Шипчените, а след Сейковци – до Кози рог, като на север от последното се свързва с третокласния републикански път III-4041. Надморската височина по пътя намалява на североизток от около 565 m до около 550 m, а към източния и югоизточния край на селото – до около 530 m.

## История
През 1966 г. дотогавашното населено място колиби Сейкювци е преименувано на Сейковци, а през 1995 г. колиби Сейковци придобива статута на село..

## Население
Населението на село Сейковци наброява 65 души при преброяването към 1934 г., намалява до 7 към 1985 г. и към 2019 г. наброява (по текущата демографска статистика за населението) 5 души.
Преброяване на населението през 2011 г.
Численост и дял на етническите групи според преброяването на населението през 2011 г.:
|                     | Численост | Дял (в %) |
| Общо                | 6         | 100,00    |
| Българи             | 6         | 100,00    |
| Турци               | 0         | 0,00      |
| Цигани              | 0         | 0,00      |
| Други               | 0         | 0,00      |
| Не се самоопределят | 0         | 0,00      |
| Неотговорили        | 0         | 0,00      |